# 조주희
조주희(1969년 2월 19일 ~ )는 대한민국의 기자, 방송인이다.

## 학력
- 2003 ~ 2005  연세대학교 언론홍보대학원 신문방송학 석사
- 1991 ~ 1994  조지타운대학교 대학원 국제정치외교학 석사
- 1988 ~ 1991  조지타운대학교 국제정치외교학 학사
- 1987 ~ 1988  이화여자대학교 정치외교학 중퇴
- 1984 ~ 1987  수도여자고등학교

## 경력
- 2003 ~ 2007 연세대학교 신문방송학과 강사
- 1999 ~  미국 ABC 뉴스 서울지국장, 글로벌 특파원
- 1999 ~ 2007 미국 워싱턴포스트 서울특파원
- 1997 ~ 2000 TV 아시아 잡지 국제통신원
- 1997 ~ 1999 미국 CNBC 아시아 방송국 아시아 경제담당 기자
- 1997 ~ 1999 미국 MSNBC.COM 한국특파원
- 1995 ~ 1997 미국 CNBC 아시아 프로듀서
- 1993 ~ 1994 미국 CBS 뉴스 프로듀서
- 1988 ~ 1991 미국 뉴스 전문방송 CNN 어시스턴트 프로듀서

## 방송
- KBS 이야기쇼 두드림
- tvN 슈퍼챌린저코리아
- KBS 생방송 시사투나잇
- MBN 정청래의 판도라

## 저서
- 아름답게 욕망하라 ISBN 9788927802327

## 수상
- 2012 제8회 한국참언론인대상 해외언론부문
- 2007 그레이시 어워드 우수다큐멘터리상
- 1999 미국 MDDC 뉴스기관 독자적인 조사 보도상